# Pouteria gabrielensis
Pouteria gabrielensis är en tvåhjärtbladig växtart som först beskrevs av Charles Louis Gilly och André Aubréville, och fick sitt nu gällande namn av Terence Dale Pennington. Pouteria gabrielensis ingår i släktet Pouteria och familjen Sapotaceae. IUCN kategoriserar arten globalt som nära hotad. Inga underarter finns listade i Catalogue of Life.